# Jakob Pool
Jakob Pool auch Jacob Pool (* 30. April 1700 in Bever; † 20. August 1771 in Amsterdam) war ein Schweizer Kaufmann und Plantagenbesitzer.

## Leben
Jakob Pool war der Sohn des Kaufmanns Jachem Pool und dessen Ehefrau Chatrina (geb. von Planta).
Er blieb zeitlebens unverheiratet.
Jakob Pool kam früh nach Amsterdam und übernahm von seinen Eltern deren Import- und Export-Handelshaus; die Geschäftsbeziehungen des Unternehmens dehnten sich bereits 1710 bis nach Niederländisch-Westindien (siehe Niederländische Antillen) in der Karibik aus. Ab den 1740er Jahren errichtete seine Firma an der Nordküste Südamerikas in der niederländischen Kolonie Berbice ein Imperium von Plantagen, auf denen Hunderte von Sklaven beschäftigt wurden. Zwischen 1741 und 1834 erwarb das Unternehmen Anteile an mindestens fünfzehn Plantagen entlang des Flusses Berbice; zwei Parzellen namens Switzerland und Helvetia gab es dort bereits. Ihre erste eigene Erwerbung erhielt den Namen Engadina. Westafrikanische Sklaven ernteten hier Zuckerrohr, Kaffee und Baumwolle.
Als er starb, hinterliess Jakob Pool ein Gesamtvermögen von über 240.000 Gulden, dass an seine Verwandten im Oberengadin ging. Ein beträchtlicher Teil ging an die Familie von Planta in Samedan und ein weiterer Teil an Melchior von Muralt (1792–1834) aus Zürich, der 1826 Maria Pool (1788–1863) geheiratet hatte. Ihre Töchter brachten die Bever-Güter in die Hände der Familien Salis-Soglio und von Planta-Reichenau. Der Reichtum der Familien Pool, Orlandi und Zamboni führte dazu, dass Bever, die zweitkleinste Gemeinde des Oberengadins, zur reichsten Gemeinde im ganzen Engadin wurde.
Die letzten Plantagen blieben bis zur Abschaffung der Sklaverei 1833/34 (siehe Geschichte Guyanas) in Händen der Familie Pool, woraufhin sie vom niederländischen Staat 6.400 Pfund Sterling für die 124 Sklaven von Schepmoed und 8.540 Pfund Sterling für die 160 Sklaven von Mara und Germania erhielten.